# Міддлтаун (Айова)
Міддлтаун (англ. Middletown) — місто (англ. city) в США, в окрузі Де-Мойн штату Айова. Населення — 363 особи (2020).

## Географія
Міддлтаун розташований за координатами 40°49′38″ пн. ш. 91°15′44″ зх. д. / 40.82722° пн. ш. 91.26222° зх. д. (40.827340, -91.262221).  За даними Бюро перепису населення США в 2010 році місто мало площу 1,58 км², уся площа — суходіл.

## Демографія
Згідно з переписом 2010 року, у місті мешкало 318 осіб у 127 домогосподарствах у складі 94 родин. Густота населення становила 202 особи/км².  Було 148 помешкань (94/км²).
Расовий склад населення:
| - 95,3 % — білих - 1,6 % — чорних або афроамериканців - 1,6 % — азіатів - 0,9 % — вихідців з тихоокеанських островів |

До двох чи більше рас належало 0,6 %. Частка іспаномовних становила 1,3 % від усіх жителів.
За віковим діапазоном населення розподілялося таким чином: 27,4 % — особи молодші 18 років, 59,4 % — особи у віці 18—64 років, 13,2 % — особи у віці 65 років та старші. Медіана віку мешканця становила 37,5 року. На 100 осіб жіночої статі у місті припадало 103,8 чоловіків;  на 100 жінок у віці від 18 років та старших — 117,9 чоловіків також старших 18 років.
Середній дохід на одне домашнє господарство  становив 54 606 доларів США (медіана — 49 643), а середній дохід на одну сім'ю — 56 228 доларів (медіана — 53 500). Медіана доходів становила 42 500 доларів для чоловіків та 30 893 долари для жінок. За межею бідності перебувало 9,6 % осіб, у тому числі 0,0 % дітей у віці до 18 років та 12,3 % осіб у віці 65 років та старших.
Цивільне працевлаштоване населення становило 151 осіб. Основні галузі зайнятості: виробництво — 24,5 %, освіта, охорона здоров'я та соціальна допомога — 18,5 %, роздрібна торгівля — 16,6 %.